# NGC 1537
NGC 1537 في الفهرس العام الجديد، هي مجرة، تقع في كوكبة النهر. اكتشفت في 18 نوفمبر 1835 بواسطة جون هيرشل.

## روابط خارجية
- NGC 1537 على موقع ويكي سكاي: DSS2, SDSS, GALEX, IRAS, Hydrogen α, X-Ray, Astrophoto, Sky Map, Articles and images